# Хенне-ам-Рин, Отто
О́тто Хе́нне-ам-Рин (устар. Генне-ам-Рин, нем. Otto Henne-am-Rhyn, 26 августа 1828, Санкт-Галлен — 30 апреля 1914, Вайц) — швейцарский писатель, историк культуры.

## Биография
Родился в семье Йозефа Антона Хенне. Изучал историю и философию в Берне и Женеве. В 1848 году женился на дочери Петера Ам-Рина Элизабете и присоединил её фамилию к своей. 1857—1859 годах преподавал в кантональной школе Санкт-Галлена. В 1859—1872 работал кантональным архивариусом Санкт-Галлена. В 1872—1879 — газетный редактор Freimaurerzeitung в Лейпциге и в Хиршберге, в 1879—1885 — редактор Neue Zürcher Zeitung. В 1885—1912 снова работает в архиве Санкт-Галлена. Активный франкмасон с 1861 года.

## Сочинения
Хенне-ам-Рин — автор нескольких ставшими популярными в своё время трудов по истории и культуре, рассматриваемых с либеральных и прогрессивистских позиций.